# 안개 (1967년 영화)
"안개"는 김수용 감독, 김승옥 원작, 각색의 1967년 흑백 영화이다. 김승옥의 소설 『무진기행』을 바탕으로 한다. 영화의 음악은 이봉조가 맡았으며  주제가는 원작자 겸 각색가 김승옥이 작사를 하고 음악 감독 이봉조가 작곡을 했으며 정훈희가 불렀다. (그러나 이곡은 이미 1960년대 초반에 봉봉사중창단의 단 한줄의 노래와 이봉조의 색스폰 연주로 발표된 동명의 경음악 연주곡 이었다고 한다.) (그런데 지금 이곡의 작사가를 MBC 음악 PD 중에 가수 박일남의 아버지 박현씨로 알고 있는 사람들이 많고 악보들에도 기록을 해놓았으나 작사가는 실제로 소설가 김승옥이라는 것)

## 줄거리
장인 회사의 상무로 있는 신성일은 휴양차 고향에 내려간다. 그는 6·25 때 징병을 기피했던 사실이 새삼스럽게 비굴하게 느껴지며, 고향의 분위기 자체가 뽀얀 안개 속처럼 인간의 의식을 혼미하게 만든다고 생각한다. 그러던 어느날, 서울서 내려와 음악교사 노릇을 하고 있는 윤정희를 만나 무료한 시간을 메우곤 한다. 서울에서 성악을 전공했다는 윤정희도 이 고장에 와서는 동료 직원들과 어울려 젓가락장단이나 하며 저속(低俗)한 유행가를 읊고 있는게 아닌가？ 어느 대낮에 신성일은 그녀와 욕정을 불사른다. 그 후, 서울로 꼭 데려가겠다면서 사랑을 다짐했건만, 장인(丈人) 회사의 전무로 승진되었으니 급히 상경하라는 아내의 전보 한 장을 받고는 실리(實利)를 좇아 서울로 떠나버린다. 이런 일일랑은 한번쯤 용서해달라는식의 에고이즘을 남용하면서.

## 출연

### 주연
- 강신성일
- 윤정희
- 이빈화
- 이낙훈

### 조연
- 김정철
- 주증녀
- 김신재
- 이룡
- 추봉
- 임해림
- 박일

## 기타
- 원작자: 김승옥
- 제작부장: 윤철
- 조명: 손영철
- 스틸: 전창준
- 조연출: 조문진
- 조연출: 이원세
- 조연출: 서진성
- 조연출: 김정원
- 조연출: 김동경
- 음향: 이경순
- 음향: 최형래
- 미술: 박석인
- 소품: 추교환

## 개요
황혜미(黃惠美) 기획, 김승옥 각본을 김수용이 연출한 만큼, 작품은 전체적으로 짜임새가 있고 세련미가 넘친다. 이른바 '공간성(空間性)'과 '시간성(時間性)'을 자유자재로 '의식(意識)'의 세계'로 도입(導入)한 연출 수법은 생경한 대목도 없지 않았으나, 대체로 성공한 편이었다. 윤정희의 대담한 베드신이 화제가 되기도 했던 작품이다.

## 수상
- 제6회 대종상에서 감독·편집·신인상(윤정희)
- 제11회 부일상에서 감독·신인상(윤정희)
- 제14회 아시아 영화제에서 감독상